# Lưu Phong (Tam Quốc)
Lưu Phong (chữ Hán: 劉封; 190-220) là tướng nhà Thục Hán thời Tam Quốc trong lịch sử Trung Quốc. Ông là con nuôi Lưu Bị - Hoàng đế sáng lập nước Thục Hán.

## Theo Lưu Bị
Lưu Phong vốn có tên là Khấu Phong, mẹ ông họ Lưu, dòng dõi hoàng tộc nhà Hán, em gái Lưu Bật, quan trấn thủ Phàn Thành, người quận Trường Sa .
Năm 200, Lưu Bị giao tranh với Tào Tháo ở Từ châu bị lạc hết vợ con, chạy về phía nam theo Lưu Biểu. Khi Lưu Bị được Từ Thứ giúp đánh bại quân đội của Tào Nhân, Khấu Phong khoảng hơn 10 tuổi. Lưu Bị gặp Khấu Phong tỏ ra quý mến và nhận ông làm con nuôi. Từ đó ông mang tên là Lưu Phong.

## Đánh Tây Xuyên
Lưu Phong lớn lên có sức khỏe, học võ nghệ. Năm 214, ông theo Trương Phi, Triệu Vân vào Ích châu giúp Lưu Bị đánh Lưu Chương. Do tham gia chiến trận có công, Lưu Phong được phong làm Phó quân trung lang tướng.
Sau đó, Lưu Phong theo lệnh Lưu Bị mang quân từ Hán Trung men theo sông Hán Thủy thuận dòng đến quận Thượng Dung hội binh với Mạnh Đạt cùng đánh Thái thú Thân Đam của Lưu Chương. Lưu Phong được giao làm tổng chỉ huy. Thân Đam đầu hàng, Lưu Phong được Lưu Bị phong làm Phó quân tướng quân, trấn thủ quận Phòng Lăng (mới đặt thuộc Kinh châu, giáp Ích châu).

## Không giúp Quan Vũ
Năm 219, em kết nghĩa của Lưu Bị là Quan Vũ mang quân từ Kinh châu lên phía bắc đánh tướng Ngụy là Tào Nhân ở Tương Dương-Phàn Thành, đề nghị Lưu Phong và Mạnh Đạt xuất quân trợ chiến. Nhưng cả Lưu Phong và Mạnh Đạt đều lấy lý do quận mình trấn trị trong vùng núi còn nhiều người chưa quy phục nên không ai chịu ra quân.
Sau đó Quan Vũ bị Lã Mông đánh úp sau lưng, Từ Hoảng đánh bại ở Phàn Thành, phải giải vây Phàn Thành bỏ chạy. Vì những xích mích với Lưu Phong và Mạnh Đạt, Quan Vũ không dám chạy về phía Thượng Dung, Phòng Lăng nên cùng đường phải chạy về phía nam ra Mạch Thành. Trong khi Quan Vũ chờ đợi viện binh thì Mạnh Đạt và Lưu Phong án binh không đến cứu, kết quả bị quân Ngô bắt giết.
Vì việc Lưu Phong không hiệp trợ Quan Vũ, Lưu Bị rất căm giận ông.

## Bị giết
Mạnh Đạt sợ Lưu Bị truy cứu trách nhiệm mất Kinh châu và Quan Vũ, bèn quay sang hàng Tào Ngụy. Thân Đam ở quận Thượng Dung, Thân Nghi ở quận Tây Thành cũng hàng Ngụy.
Lưu Phong không theo hai người hàng Ngụy, bị Thân Đam mang quân tới đánh. Lưu Phong thua trận bỏ chạy về Thành Đô. Lưu Bị lập tức bắt giữ ông.
Gia Cát Lượng khuyên Lưu Bị nên giết Lưu Phong. Lưu Bị nghe theo và mang ông ra xử tử.
Ý kiến của các sử gia bàn về việc Gia Cát Lượng khuyên Lưu Bị giết Lưu Phong có khác nhau. Trần Thọ trong Tam Quốc chí cho rằng vì Gia Cát Lượng lo cho tương lai Thục Hán có sự tranh chấp ngôi thừa kế Lưu Bị giữa Lưu Phong (con nuôi) đã trưởng thành và thái tử Lưu Thiện (con đẻ) còn nhỏ. Các sử gia hiện đại không đồng tình với Trần Thọ, cho rằng ngôi thái tử của Lưu Thiện đã lập nên đó không phải sự lo lắng của Gia Cát Lượng, mà Gia Cát Lượng muốn trị tội Lưu Phong vì không nghe lệnh Quan Vũ, khiến Thục Hán đã mất Kinh châu sau đó lại làm mất quận Phòng Lăng.

## Trong Tam Quốc diễn nghĩa
Trong tiểu thuyết Tam Quốc diễn nghĩa của La Quán Trung, chân dung Lưu Phong được mô tả gần sát với sử sách. Ông xuất hiện từ hồi 36 được Lưu Bị nhận làm con nuôi đến hồi 79 thì bị Lưu Bị xử tử. Trong tác phẩm này ông cũng được miêu tả là bị bệnh ghẻ từ nhỏ.